# 聖達米安區
12°01′03″S 76°23′30″W / 12.0174°S 76.3918°W
聖達米安區（西班牙語：Distrito de San Damián），是秘魯的一個區，位於該國中南部利馬大區的瓦羅奇里省，面積343.2平方公里，海拔高度3,235米，2005年人口1,733，人口密度每平方公里5人。